# معول
المِعْوَل هو أداة زراعية للحفر.